# Barbara Dickson
Barbara Ruth Dickson (Dunfermline, 27 september 1947) is een Britse zangeres, muzikante en actrice met hits als I Know Him So Well, Answer Me en January February. Dickson heeft van 1977 tot nu vijftien albums in de UK Albums Chart geplaatst en een aantal hitsingles gehad, waaronder vier die de Top 20 van de UK Singles Chart bereikten. De krant Scotsman heeft haar beschreven als de best verkopende zangeres van Schotland in termen van het aantal hitsingles en albums die ze sinds 1976 in het Verenigd Koninkrijk heeft behaald.
Ze is ook een tweevoudig Olivier Award-winnende actrice met rollen als Viv Nicholson in de musical Spend Spend Spend, en ze was de oorspronkelijke mevrouw Johnstone in de langlopende musical Blood Brothers van Willy Russell. Op televisie speelde ze als Anita Braithwaite in Band of Gold.

## Carrière

### Vroege jaren
Dickson ging naar de Woodmill High School en de Dunfermline High School in Dunfermline. Voorheen woonde ze in Dollytown, Rosyth, een woonwijk die begin 1970 werd afgebroken, en Dunfermline in de jaren 1960. Haar vader was kok op een sleepboot bij Rosyth Dockyard en haar moeder kwam uit Liverpool. Ze ging naar de Camdean Primary School en de Pitcorthie Primary School toen ze naar Dunfermline verhuisde.
Dicksons zangcarrière begon in folkclubs rond haar geboorteplaats Fife in 1964. Haar eerste commerciële opname was in 1968. Haar vroege werk omvatte albums met Archie Fisher, waarvan de eerste The Fate O' Charlie, een verzameling liedjes van de Jacobitische opstanden, werd uitgebracht in 1969. Haar eerste soloalbum was Do Right Woman in 1970.

### Mainstream succes
Ze werd een bekend gezicht in het Britse folkcircuit van eind jaren 1960 en begin jaren 1960, maar veranderde haar carrière nadat ze Willy Russell ontmoette. Hij was in die tijd een jonge student die een folkclub runde in Liverpool. Hij liet Dickson de eerste versie zien van wat later de bekroonde musical John, Paul, George, Ringo … and Bert zou worden en vroeg haar om de muziek uit te voeren. De combinatie van fijn schrijven, een uitstekende cast van jonge onbekenden (waaronder Antony Sher, Bernard Hill en Trevor Eve) en Dicksons eigenzinnige interpretatie van Beatles-nummers maakte de show enorm succesvol.
Co-producent Robert Stigwood van de show contracteerde Dickson bij zijn platenlabel RSO Records, waar ze het album Answer Me opnam, gearrangeerd en geproduceerd door Junior Campbell, het titelnummer dat in 1976 een Top 10-hit werd. John, Paul, George , Ringo … and Bert leidden ook tot haar gastresidentie in The Two Ronnies, waarmee Dicksons zang wekelijks onder de aandacht kwam van meer dan tien miljoen BBC Television-kijkers.
Andrew Lloyd Webber en Tim Rice zagen Dickson ook in John, Paul, George, Ringo … and Bert en nodigden haar uit om Another Suitcase in Another Hall op te nemen van hun nieuwe musical Evita, die in 1977 haar tweede hit werd. Ze werkte mee aan twee nummers op het kinderalbum Scouse the Mouse (1977) met Ringo Starr en anderen. Ook tijdens de late jaren 1970 droeg Dickson ook achtergrondzang bij aan de twee best verkochte albums van de Schotse singer-songwriter Gerry Rafferty: City to City (1978) en Night Owl (1979). Andere solohits, waaronder Caravan Song en January February, volgden in 1980 voor Dickson.
Een verkorte versie van het nummer Best of Friends, gezongen door Dickson, werd gebruikt als slotthema voor de ITV-kinderserie Andy Robson die werd uitgezonden in 1982 en 1983. Het werd nooit commercieel uitgebracht tot 2021 toen de volledige versie te zien was op de Special Edition publicatie van Dicksons album Heartbeats.
In 1982 nodigde Willy Russell Dickson uit om te schitteren in zijn nieuwe musical Blood Brothers in de centrale rol van de moeder, mevrouw Johnstone. Hoewel ze aanvankelijk terughoudend was om te accepteren, omdat ze nog nooit eerder had geacteerd, aanvaardde ze in 1984 lovende kritieken en kreeg ze lovende kritieken evenals «Actress of the Year in a Musical» van de Society of West End Theaters. Ze heeft de rol vele malen opnieuw gespeeld, de laatste in 2004 in het Liverpool Empire Theatre.
Later in 1984 benaderde Tim Rice Dickson om mee te werken aan de opname van het conceptalbum voor de musical Chess in de rol van Svetlana. Nummers van Dickson op het album waren I Know Him So Well, een duet gezongen met Elaine Paige. Het lied was een wereldwijde hit en bleef vier weken op nummer één in de UK Singles Chart. Volgens Guinness World Records blijft het het best verkochte vrouwelijke duet ooit.
Vanaf 1983 begonnen Dickson en haar begeleidingsband te verschijnen in muzikale intermezzo's voor de BBC Scotland-komedieshow Scotch and Wry. In 1984 speelde Dickson in haar eigen televisiespecial voor BBC2, waarin ze door Schotland reisde.

### Jaren 1990 en daarna
In 1999 speelde Dickson in de nieuwe musical Spend Spend Spend van Steve Brown en Justin Greene. De show, gebaseerd op het levensverhaal van totowinnares Viv Nicholson, speelde in het West End voor een groot publiek. Voor haar vertolking van Nicholson werd ze uitgeroepen tot «Best Actrice in a Musical» bij de Laurence Olivier Awards in 2000. Ze speelde de hoofdrol in de Britse tournee van de show.
Verder theaterwerk volgde in Friends Like This, de musical A Slice of Saturday Night van The Heather Brothers en Fame. In 2006 verscheen Dickson als tijdwaarnemer in het fantasy musicalspel Whenever van Alan Ayckbourn en Denis King voor BBC Radio 4. Ze is teruggekeerd naar tv in de BBC-dagdramaserie Doctors en haar aflevering Mama Sings The Blues werd uitgezonden in maart 2008.
In 2003 werkte Dickson opnieuw met Russell en verzorgde ze de achtergrondzang voor zijn album Hoovering the Moon. In 2004 bereikte The Platinum Collection, met enkele van haar meest succesvolle opnamen nummer 35 in de UK Albums Chart. Haar album Full Circle uit 2004 werd geproduceerd en gearrangeerd door Troy Donockley en zag Dickson terugkeren naar haar folkroots. In 2006 bracht ze de verzameling Nothing's Gonna Change My World uit van de liedjes van Lennon, McCartney en Harrison.

### Huidige carrière
Dicksons vierentwintigste studioalbum Time and Tide werd uitgebracht in januari 2008 en bevat een mix van hedendaagse en folksongs, waaronder Palm Sunday, dat de terugkeer van Dickson naar het schrijven van liedjes markeerde na een onderbreking van bijna twintig jaar. De live-dvd Into the Light werd uitgebracht om samen te vallen met het uitbrengen van Time and Tide en bevatte, naast enkele van haar meest geliefde hits, verschillende nummers van haar nieuwe album. De dubbele live-cd Barbara Dickson in Concert werd uitgebracht in april 2009 en werd later in het jaar gevolgd door haar autobiografie A Shirt Box Full of Songs.
Tussen februari en maart 2011 ondernam Dickson een tournee door het Verenigd Koninkrijk en Ierland om haar nieuwe studioalbum Words Unspoken te promoten. Het album, gearrangeerd en geproduceerd door Troy Donockley, bevatte nummers als Bridge Over Troubled Water, Jamie Raeburn en The Trees They Do Grow High.
Het eerbetoonalbum aan haar vriend Gerry Rafferty, To Each And Everyone - The Songs of Gerry Rafferty, werd uitgebracht in september 2013 en het album Winter, een verzameling seizoensfavorieten, werd op tijd voor Kerstmis 2014 uitgebracht.
Het album Through Line uit 2018 werd gevolgd door Time Is Going Faster, Dicksons 25e studioalbum uit haar carrière, dat drie maanden in de Official Folk Album Chart stond en veel bijval oogstte, vooral voor haar eigen composities. De single Where Shadows Meet The Light markeerde haar eerste singlepublicatie sinds Love Hurts uit 1995. Een volledig herziene en bijgewerkte paperback-editie van Dicksons autobiografie A Shirt Box Full of Songs werd uitgebracht om bij het nieuwe album te passen, samen met een audioboek en Kindle-editie.
Haar eerste online show Barbara Dickson: Ballads And Blether werd op 20 maart 2021 gestreamd met een limited-edition dvd en cd van de avond, beschikbaar via haar officiële website.
Ook in 2021 presenteerde ze de reeks podcasts Answer Me Ten... With Barbara Dickson, waarin ze verschillende bekende zangeressen interviewde, waaronder Petula Clark, Toyah, Kiki Dee, Kim Wilde en Eddi Reader.
Dicksons TIME IS GOING FASTER 2022 toont haar terugkeer voor haar Paas-multi-city concerttour, ze heeft de data voor 2022 op haar website aangekondigd.

## Privéleven
Dickson trouwde in 1984 met voormalig acteur Oliver Cookson, die nu als adjunct-directeur bij de televisie voor de BBC werkte en heeft drie zonen. Zij en haar familie wonen in Edinburgh. Ze werd bekroond met een OBE in de Queen's New Year Honours in 2002 voor haar diensten aan muziek en drama.
Geïnterviewd voor Fern Britton Meets in 2017, besprak Dickson haar bekering tot het katholicisme toen ze in de dertig was terwijl ze in Richmond woonde en de crisis die ze had doorstaan tijdens haar optreden in de productie van Willy Russells Blood Brothers in Liverpool. Door de crisis nam Dickson een pauze van vier weken van haar hoofdrol: toen ze voldoende hersteld was, verhuisde Dickson naar het Londense West End, toen Blood Brothers' Liverpool-uitvoering daarheen werd overgebracht. Ze gaf toe dat haar persoonlijke crisis leidde tot vele jaren van plankenkoorts en ze trok zich terug uit het openbaar optreden totdat de therapie haar hielp om van haar angsten af te komen.

## Discografie

### Singles
- 1974: Here Comes the Sun
- 1975: Blue Skies
- 1976: People Get Ready
- 1976: Out of Love with Love
- 1976:	Answer Me
- 1977:	Another Suitcase in Another Hall (uit de musical Evita)
- 1977: Lover's Serenade
- 1977: I Could Fall
- 1978: City to City
- 1978: Fallen Angel
- 1979: Come Back with the Same Look in Your Eyes
- 1980: It's Really You
- 1980:	Caravan Song (uit de film Caravans)
- 1980:	January – February
- 1980:	In the Night
- 1981: Only Seventeen
- 1981: My Heart Lies
- 1981: Run Like the Wind
- 1982: Take Good Care
- 1982: I Believe in You
- 1982: Greatest Original Hits – 4 Track EP
- 1982: Here We Go
- 1983: Stop in the Name of Love
- 1983: Tell Me It's Not True
- 1984: I Don't Believe in Miracles
- 1984:	Keeping My Love for You
- 1984:	I Know Him so Well (met Elaine Paige, uit de musical Chess)
- 1985: Still in the Game
- 1986: If You're Right
- 1986:	Time After Time (titellied van de tv-serie Animal Squad)
- 1987: I Think It's Going to Rain Today
- 1988: Only a Dream in Rio
- 1989: Coming Alive Again
- 1991: Tears of Rage (Remix)
- 1992: Blowin' in the Wind
- 1995:	Love Hurts

### Albums
- 1969: The Fate O' Charlie (met Archie Fisher)
- 1970: Thro' the Recent Years (met Archie Fisher)
- 1970: Do Right Woman
- 1971: From the Beggar's Mantle … Omzoomd met goud
- 1976: Answer Me
- 1977:	Morning Comes Quickly
- 1978: Sweet Oasis
- 1980:	The Barbara Dickson Album
- 1981:	You Know It's Me
- 1982:	All for a Song
- 1982: Here We Go
- 1984:	Tell Me It's Not True (minialbum met 5 songs uit Willy Russells musical Blood Brothers)
- 1984:	Heartbeats
- 1985:	Gold
- 1986:	The Right Moment
- 1987: After Dark
- 1989:	Coming Alive Again
- 1992:	Don't Think Twice It's Alright
- 1994:	Parcel of Rogues
- 1995:	Dark End of the Street
- 2004: Full Circle
- 2006: Nothing's Gonna Change My World: The Songs of Lennon, McCartney and Harrison
- 2008: Time & Tide
- 2013: To Each & Everyone: The Songs of Gerry Rafferty

### Compilaties
- 1982: Barbara Dickson
- 1985:	The Barbara Dickson Songbook
- 1986:	The Very Best of Barbara Dickson
- 1987: The Collection (2 lp's)
- 1991: The Best of Barbara Dickson
- 1991: Now and Then
- 1992:	Together – The Best of Elaine Paige & Barbara Dickson
- 1994: Somebody Counts on Me
- 1996: The Best of Barbara Dickson
- 2002: Trilogy (box met 3 cd's)
- 2003: Memories
- 2004:	The Platinum Collection
- 2007: The Collection

### NPO Radio 2 Top 2000
| Nummer met noteringen in de NPO Radio 2 Top 2000 | '99 | '00  | '01  | '02  | '03  | '04  | '05  | '06  | '07 | '08  |
| ------------------------------------------------ | --- | ---- | ---- | ---- | ---- | ---- | ---- | ---- | --- | ---- |
| I Know Him So Well (met Elaine Paige)            | 850 | 1067 | 1244 | 1741 | 1858 | 1635 | 1828 | 1730 | -   | 1892 |

1. ↑  Een '-' betekent dat het nummer niet was genoteerd en een vetgedrukt getal geeft de hoogste notering aan.
2. ↑  Deze tabel is bijgewerkt tot en met de laatste editie (2024).

- Bibliothèque nationale de France: cb14026316s (data)
- Gemeinsame Normdatei: 12414019X
- International Standard Name Identifier: 0000 0000 5515 768X
- Library of Congress Control Number: n87102949
- MusicBrainz: 310d4164-d73d-4b52-b985-2aa5b2da1fbd
- Nederlandse Thesaurus van Auteursnamen: 072776781
- SNAC: w6bv9tj2
- Système universitaire de documentation: 158167783
- Virtual International Authority File: 8312931
- WorldCat: E39PBJymwXcJmfVpMmrVrQpwYP